# International Double Reed Society
L'International Double Reed Society (IDRS), est une organisation qui représente les intérêts des musiciens jouant sur instruments à anche double, des facteurs et autres acteurs du domaine.

## Historique
L'association naît à la suite de la parution en 1969 d'un bulletin pour les bassonistes compilé par Gerald Corey. Lewis Hugh Cooper (en), professeur à l'université du Michigan et Alan Fox, président du fabricant de bassons Fox Products fondent un « club des anches doubles » pour promouvoir les opportunités dédiées aux instrumentistes. Avec Corey, ils se rencontrent lors de la réunion de décembre 1971 de la convention Mid-Western Band Masters et la première conférence annuelle de l'IDRS est organisée en août 1972 dans les locaux de l'université du Michigan.

## Activité
Elle organise un concours international et des conférences annuelles, gère une bibliothèque, un répertoire des membres, propose des informations sur les subventions et diffuse des publications telles que le journal de la société, The Double Reed. Le Concours international IDRS Fernand Gillet-Hugo Fox (en) pour hautboïstes et bassonistes a lieu chaque année lors du congrès annuel de la société.